# Sholay
Sholay är en indisk film från 1975 producerad av G.P. Sippy och regisserad av Ramesh Sippy. Det är en av den indiska filmens största och mest framgångsrika filmer. Filmen är inspirerad av amerikanska västernfilmer och Akira Kurosawas De sju samurajerna. Den handlar om två tjuvar som anlitas av den tidigare polisen Thakur att fånga den brutale gängledaren Gabbar Singh som brutalt styr över en indisk bergsby. I filmen medverkar Dharmendra, Sanjeev Kumar, Hema Malini, Amitabh Bachchan, Jaya Bhaduri och Amjad Khan.

## Handling
Den lilla indiska byn Ramgarh är hemby för den tidigare polismannen Thakur Baldev Singh (Sanjeev Kumar). Filmen börjar med att Thakur ber en tidigare kollega att hitta två småtjuvar som han en gång tog hand om som polis. De två återfallsförbrytarna Veeru (Dharmendra) och Jai(dev) (Amitabh Bachchan) är ökända men Thakur ser dem som ideala för att ta upp kampen mot banditen Gabbar Singh (Amjad Khan). Gabbar Singh är efterlyst med en belöning på 50 000 rupies. En återblick visar hur Veeru och Jaidev under en fångtransport tillsammans med Thakur på ett tåg slår tillbaka ett rånförsök av ett stort banditgäng. Veeru och Jaidev har samtidigt återigen varit i fängelse. I en scen i fängelset, där fängelsedirektörens karaktär är en anspelning på Charlie Chaplins Diktatorn, lyckas de rymma. De kommer sedermera till Ramgarh och Thakurs hus och får erbjudandet om att mot pengar hitta Gabbar Singh. De två går med på att göra det mot att de får 20 000 och hela belöningen på 50 000 rupies. 
Banditen Gabbar Singh attackerar byn och i en hård kamp lyckas Veeru and Jai att rädda sina liv mot banditerna som är i övertal. I en sekvens har Thakur möjligheten att kasta att vapen till Veeru men gör det inte. Veeru och Jai utgår från att det rör sig om feghet. De vill nu lämna byn men Thakur berättar om varför han verkligen vill åt Gabbar och varför han inte förmådde att kasta vapnet till Veeru. 
En återblick visar hur Thakur tidigare lyckades gripa Gabbar och få honom dömd till fängelse. Gabbar lyckades fly från fängelset och tog blodshämnd mot Thakur genom att mörda hans familj. Den enda överlevande familjemedlemmen är hans svärdotter Radha (Jaya Bhaduri). Thakur söker upp Gabbar men Gabbar med hjälp av hans mannar hugger istället av Thakurs båda armar. 
Under sin tid i Ramgarh förändras Jai och Veeru och blir vänner med byborna. Veeru blir kär i Basanti (Hema Malini) och Jai dras till Radha. Kampen mot banditerna och ledaren Gabbar Singh når sitt klimax när Basanti och Veeru hålls fångna och Jai följer efter för att rädda de två. De tre lyckas fly men jagas av banditerna och tar skydd bakom en klippa. Efter att ha singlat slant stannar Jai och Veeru tillsammans med Basanti fortsätter mot byn för att skaffa ammunition. Jai slåss ensam mot de framryckande banditerna som försöker rycka fram över bron. Jai lyckas skjuta flertalet av dem. Banditerna försöker kasta över en dynamitbomb men den hamnar på bron men detonerar inte. Jai försöker skjuta den för att den ska detonera och lycka till slut men skadas själv svårt och dör på platsen. 
Veeru tar nu upp jakten på Gabbar Singh och hittar honom i sitt högkvarter och slår nästan ihjäl honom när Thakur dyker upp och påminner honom om löftet att lämna över Gabbar levande. Veeru struntar i det först men lyder Thakur när denne påminner honom om att löftet gjordes av Jai. Veeru förklarar att han låter Gabbar leva men bara för att Jai gjort löftet och lämnar. Thakur går fram till Gabbar med spikskor och är på väg att döda honom när polisen bryter in. Thakur får inte sin vedergällning. Filmen slutar med att Veeru efter Jais begravning lämnar byn med tåget. När han går på tåget se han Basanti sitta i ett av sätena. När tåget åker iväg ser Thakur på.

## Produktion
Storyn för Sholay handlade från början om en arméofficer som anlitar två före detta soldater för att hämnas mordet på hans familj. Man ändrade senare till en polisman. Originalidén pitchades in till Ramesh Sippy av Salim-Javed och tillsammans tog man på bara en månad fram ett manus, med många av karaktärerna och namn tagna från vänner och bekanta. Filmen har tagit stor inspiration från västerfilmer, speciellt Sergio Leones spaghettivästern och John Sturges 7 vågade livet, som i sin tur är en remake på Akira Kurosawas De sju samurajerna. Sholay har även tagit intryck av västernfilmer som  Sam Peckinpahs The Wild Bunch (1969) och Butch Cassidy och Sundance Kid (1969). Karaktären Gabbar Singh är baserad på en verklig dacoit som härjade i byar runt Gwalior på 1950-talet.
Filmen var ett storprojekt och tog två och ett halvt år att göra klar. Den gick 300 000 rupies över budgeten. En av orsakerna till att kostnaderna skenade iväg var omtagningarna som gjordes. Bland annat "Yeh dosti"-scenen som tog 21 dagar att göra klar. Scenen med tågrånet tog sju veckor att filma. Mycket av filmen är inspelad i bergslandskapet i Ramanagara i närheten av Bangalore. 
Sholay är också den första indiska filmen med stereosoundtrack och som gjordes i 70 mm widescreenformat.